# Sonja Tomić
Sonja Tomić, hrvaška pisateljica, prevajalka in ilustratorka, * 29. maj 1947, Dubrovnik, Hrvaška.
Tomić se je rodila v Dubrovniku. Diplomirala je na Filozofski fakulteti v Zagrebu, smer hrvaščina s književnostjo in germanistika, kot tudi matematiko na Prirodoslovni matematični fakulteti v Zagrebu ter teologijo na Katoliški teološki fakulteti v Zagrebu, in je poučevala hrvaški jezik.
Je članica Društva hrvaških pisateljev in Društva hrvaških pisateljev Herceg-Bosne.
Kratke zgodbe, potopise in pesmi objavlja v Glasu Koncila, Kani, Veritasu, Kolu, Svjetlu riječi, kot tudi v otroških revijah (Smib, Zvrk, Mak), radijske drame in otroške zgodbe na Hrvaškem radiu ter Hrvaškem katoliškem radiu.